# ジョン・キャンディの大進撃
『ジョン・キャンディの大進撃』（ジョン・キャンディのだいしんげき、原題：Canadian Bacon）は、1994年制作のアメリカ合衆国のコメディ映画。
人気取りのためカナダと戦争を始めようとするアメリカ政府首脳陣と、それに乗せられてカナダへ進撃してしまうお調子者の狂騒を描く事で、常に外敵を必要とするアメリカの政治を滑稽に笑い飛ばしたブラック・コメディ。
ドキュメンタリー映画監督として知られるマイケル・ムーアが撮った唯一の劇映画。主演のジョン・キャンディの遺作となった『ビッグ・ランニング』以前に製作されたが、公開は本作が後になった。よって、本作はキャンディの死後に公開された。

## あらすじ
カナダとの国境沿いにあるアメリカ中西部の町ナイアガラはかつて軍需産業で栄えていたが、冷戦終結後は不況にあえいでいた。
そんなある日、アメリカとカナダのアイスホッケーの試合中、「カナダのビールはまずい!」と野次った地元保安官ブーマーの一言でファン同士の乱闘が発生。それを偶然目にした合衆国安全保障顧問ステューはこれをヒントに、礼儀正しく人がいいカナダに戦争を仕掛ける事を思いつく。
ステューは大統領を説得、マスコミを操って反カナダの一大キャンペーンを開始する。それに乗せられたブーマーは、ハニーとロイらを誘って義勇軍を結成して勝手にカナダに侵入、トロントに進撃するが、政府とつながりのある軍需産業の大物ハッカーが秘密兵器をカナダに勝手に仕掛けて作動させていた事から事態は急変する。

## キャスト
※括弧内は日本語吹替
- バド・ブーマー - ジョン・キャンディ（樋浦勉）
- 合衆国大統領 - アラン・アルダ（清川元夢）
- ハニー - リー・パールマン（定岡小百合）
- スチュー・スマイリー - ケヴィン・ポラック（目黒裕一）
- ディック・パンザー将軍 - リップ・トーン（福田信昭）
- R・J・ハッカー - G・D・スプラドリン（有本欽隆）
- ロイ・ボーイ - ケヴィン・J・オコナー
- カブラル - ビル・ナン
- ガス - ブラッド・サリヴァン
- ロシア大統領 - リチャード・カウンシル（仲野裕）
- カナダ大統領 - ウォーレス・ショーン
- チャールズ・ジャッカル - ジェームズ・ベルーシ（古田信幸）
- オンタリオ州の警官 - ダン・エイクロイド（カメオ出演）（大滝進矢）